# Tonight I’m Getting Over You
Tonight I’m Getting Over You – piosenka kanadyjskiej piosenkarki Carly Rae Jepsen z jej płyty Kiss z 2012 roku. Utwór został wydany jako ostatni singel z albumu w styczniu 2013.
Piosenkę napisali Carly Rae Jepsen, Lukas Hilbert, Max Martin, Clarence Coffee Jr., Shiloh Hoganson i Katerina Loules, a wyprodukowali Hilbert i Martin. Jest ona utrzymana w stylistyce dance-pop i electro house, z elementami dubstepu, a jej tekst opowiada o próbie zapomienia byłego partnera po rozpadzie związku. Teledysk do utworu powstał w Los Angeles i ukazał się w lutym 2013. Piosenka spotkała się z pozytywnymi opiniami krytyków, lecz osiągnęła tylko średni sukces na listach przebojów.

## Lista ścieżek
- Digital download (Remixes)[5]

1. „Tonight I’m Getting Over You” (Showtek Remix) – 5:18
2. „Tonight I’m Getting Over You” (Twice as Nice Remix) – 3:40
3. „Tonight I’m Getting Over You” (Reid Stefan Remix) – 6:06
4. „Tonight I’m Getting Over You” (Wayne G & LFB Club Mix) – 7:07
5. „Tonight I’m Getting Over You” (KoKo Club Mix) – 4:53

- Digital download (Remix)[6]

1. „Tonight I’m Getting Over You” (Remix) [feat. Nicki Minaj] – 4:02

## Pozycje na listach przebojów
| Kraj                                | Pozycja | Certyfikat  |
| ----------------------------------- | ------- | ----------- |
| Australia (ARIA Charts)             | 38      |             |
| Dania (Track Top-40)                | 27      | złota płyta |
| Francja (SNEP)                      | 82      |             |
| Holandia (MegaCharts)               | 44      |             |
| Irlandia (IRMA)                     | 32      |             |
| Kanada (Billboard Canadian Hot 100) | 88      |             |
| Nowa Zelandia (Recorded Music NZ)   | 40      |             |
| Stany Zjednoczone (Hot 100)         | 90      |             |
| Szwajcaria                          | 74      |             |
| Wielka Brytania (UK Singles Chart)  | 33      |             |